# 星空キセキ
『星空キセキ』（ほしぞらキセキ）は、yahoo!動画で2006年7月10日から配信されたアニメ作品。DVDは、2006年8月3日に発売された（約27分）。2010年10月1日にBS11でテレビ放送された（金曜23時30分 - 24時00分）。

## ストーリー
天文部員のこずえは、夏休みを利用した天体観測の旅の途中、銀河という少年と出会う。銀河に惹かれていくこずえだったが、銀河の持つ使命が2人を隔絶する。彼の心の扉を開くため、こずえは走り出す。

## 登場人物
こずえ
声 - 細野佑美子
銀河（ぎんが）
声 - 知桐京子
幹部（かんぶ）
声 - 郷田ほづみ
マキ
声 - 水野理沙
充（みつる）
声 - 澤田博幸

## スタッフ
- 原案 - 松原俊和
- 監督 - 松原俊和 / 渡辺明夫
- 脚本 - 松原俊和 / 伊藤耕一郎
- キャラクターデザイン - 松原俊和 / 渡辺明夫
- 作画監督 - 松原俊和 / 渡辺明夫
- 色彩設計 - 松原俊和 / 渡辺明夫
- 音楽 - 安部純 / 武藤星児（ダブルオーツ）
- 制作 - コミックス・ウェーブ